# Astetholida lucida
Astetholida lucida là một loài bọ cánh cứng trong họ Cerambycidae.